# Stenocatantops exinsula
Stenocatantops exinsula är en insektsart som först beskrevs av Willemse, C. 1934.  Stenocatantops exinsula ingår i släktet Stenocatantops och familjen gräshoppor. Inga underarter finns listade i Catalogue of Life.